# Ligne Tazawako
La ligne Tazawako (田沢湖線, Tazawako-sen) est une ligne ferroviaire exploitée par la East Japan Railway Company (JR East), dans les préfectures d'Akita et Iwate au Japon. Elle relie la gare de Morioka à celle d'Ōmagari. La ligne est utilisée par la ligne Shinkansen Akita.

## Histoire
Le premier tronçon de la ligne est ouvert en 1921 par la compagnie Hashiba Light Railway entre Morioka et Shizukuishi. La ligne est terminée en 1966.
En 1997, la ligne est convertie à l'écartement standard pour permettre le passage des Shinkansen de la ligne Akita.
Le 16 avril 2023, la gare de Maegata ouvre entre Morioka et Ōkama.

## Caractéristiques

### Ligne
- Longueur : 75,6 km
- Écartement : 1 435 mm
- Électrification : courant alternatif 20 000 V - 50 Hz

### Liste des gares

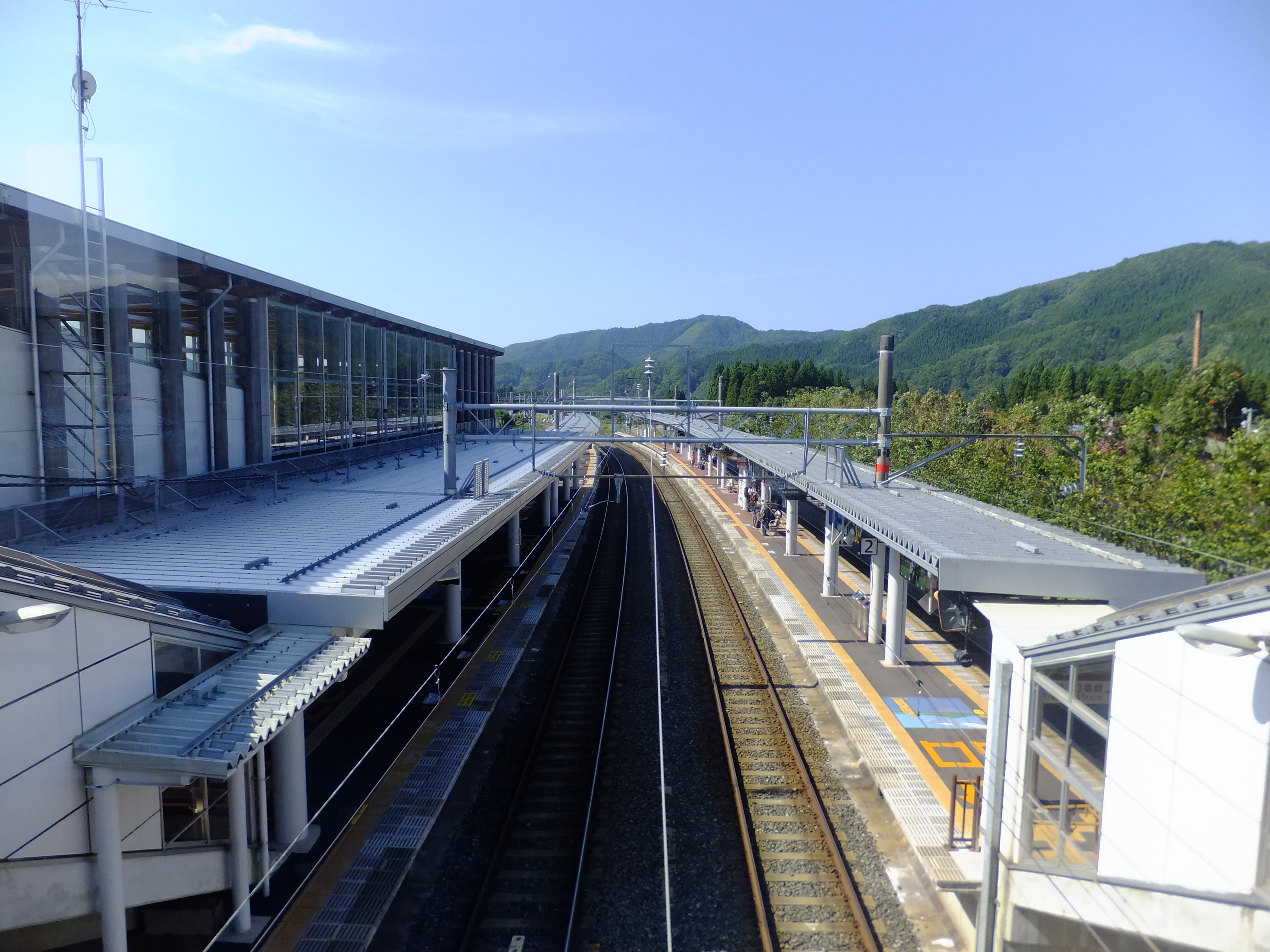
La ligne à Tazawako

| Gare         | Nom japonais | Distance depuis Morioka (km) | Correspondances                                                                                                   | Localisation | Localisation       |
| ------------ | ------------ | ---------------------------- | --- | ------------ | ------------------ |
| Morioka      | 盛岡         | 0                            | JR East : Akita Shinkansen, Tōhoku Shinkansen, Tōhoku, Hanawa, Yamada Iwate Galaxy Railway : Iwate Galaxy Railway | Morioka      | Préfecture d'Iwate |
| Maegata      | 前潟         | 3,4                          | | Morioka      | Préfecture d'Iwate |
| Ōkama        | 大釜         | 6,0                          | | Takizawa     | Préfecture d'Iwate |
| Koiwai       | 小岩井       | 10,5                         | | Takizawa     | Préfecture d'Iwate |
| Shizukuishi  | 雫石         | 16,0                         | JR East : Akita Shinkansen                                                                                        | Shizukuishi  | Préfecture d'Iwate |
| Harukiba     | 春木場       | 18,7                         | | Shizukuishi  | Préfecture d'Iwate |
| Akabuchi     | 赤渕         | 22,0                         | | Shizukuishi  | Préfecture d'Iwate |
| Tazawako     | 田沢湖       | 40,1                         | JR East : Akita Shinkansen                                                                                        | Semboku      | Préfecture d'Akita |
| Sashimaki    | 刺巻         | 44,4                         | | Semboku      | Préfecture d'Akita |
| Jindai       | 神代         | 52,8                         | | Semboku      | Préfecture d'Akita |
| Shōden (ja)  | 生田         | 55,3                         | | Semboku      | Préfecture d'Akita |
| Kakunodate   | 角館         | 58,8                         | JR East : Akita Shinkansen Akita Nairiku Jūkan Railway : Akita Nairiku                                            | Semboku      | Préfecture d'Akita |
| Uguisuno     | 鶯野         | 61,6                         | | Daisen       | Préfecture d'Akita |
| Ugo-Nagano   | 羽後長野     | 64,6                         | | Daisen       | Préfecture d'Akita |
| Yariminai    | 鑓見内       | 67,9                         | | Daisen       | Préfecture d'Akita |
| Ugo-Yotsuya  | 羽後四ツ屋   | 70,2                         | | Daisen       | Préfecture d'Akita |
| Kita-Ōmagari | 北大曲       | 72,0                         | | Daisen       | Préfecture d'Akita |
| Ōmagari      | 大曲         | 75,6                         | JR East : Akita Shinkansen, Ōu                                                                                    | Daisen       | Préfecture d'Akita |

## Matériel roulant

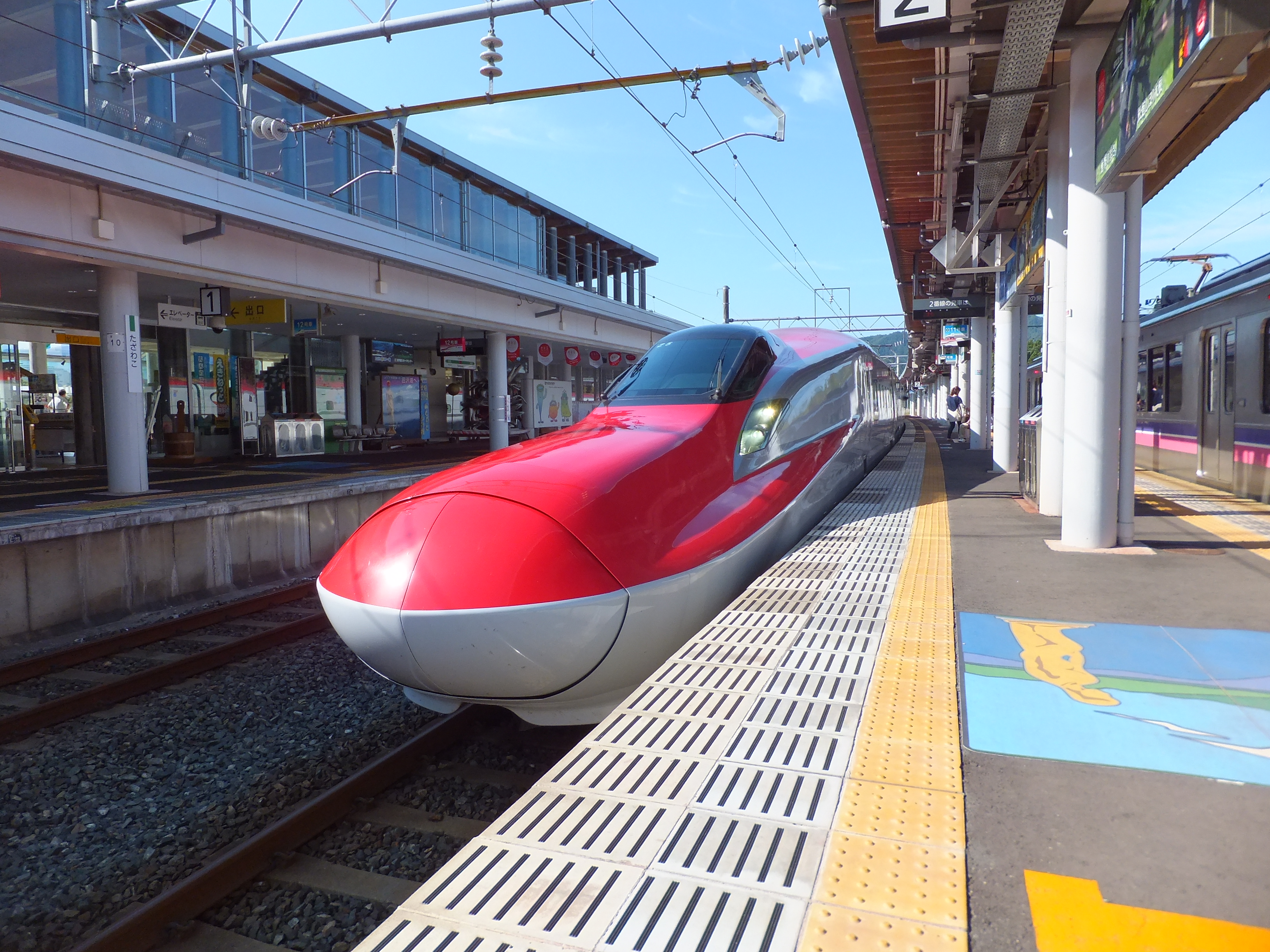
Shinkansen série E6
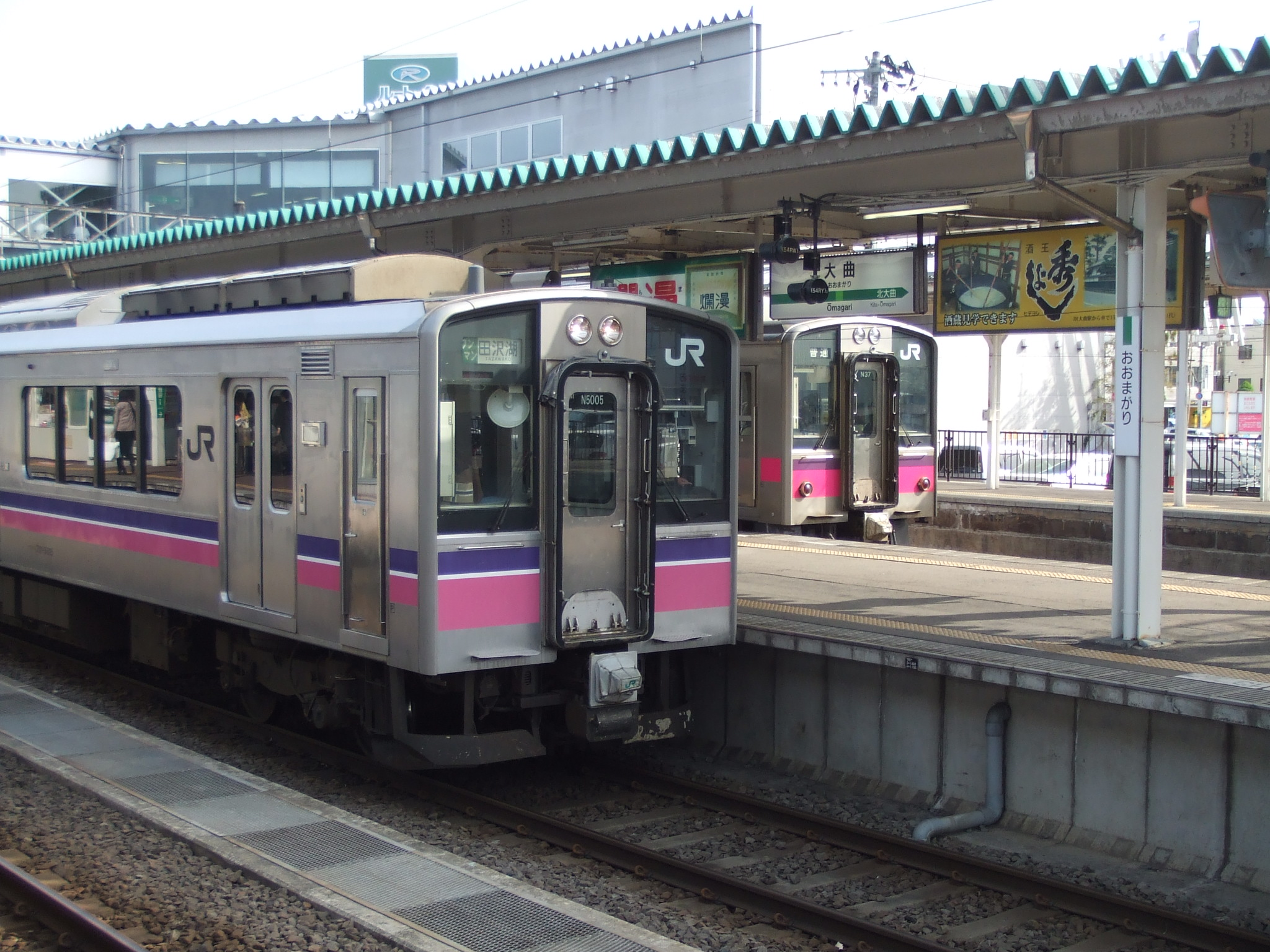
JR série 701-5000